# Фаворит
Вижте пояснителната страница за други значения на Фаворит.
Фаворит при абсолютните монархии се нарича приближено лице на монарха вследствие на личното благоволение на монарха към него. 
Феноменът на фаворизиране, най-често на интимна основа e характерен за европейските монархии от 16 и 17 век, когато управлението става твърде сложно за мнозина от наследствените владетели, които нямат особен интерес или талант да управляват, а колективните политически институции все още са в зародиш, но също и за Османската империя, където султаните имат обичай да издигат над другите е от многобройните си жени в харема. През първата половина на 17 век има редица всемогъщи министри в европейските кралски дворове в Испания, Англия, Франция и Швеция
Сред най-старите примери за фаворизиране са отношенията между римския император Тиберий I и неговия помощник, и същевременно - конкурент за властта - преторианския префект Елий Сеян, описани от Тацит и Светоний Транквил.